# Makvište
Makvište (en serbe cyrillique : Маквиште) est un village de Serbie situé dans la municipalité de Despotovac, district de Pomoravlje. Au recensement de 2011, il comptait 30 habitants.

## Démographie
| 1948 | 1953 | 1961 | 1971 | 1981 | 1991 | 2002 | 2011 |
| ---- | ---- | ---- | ---- | ---- | ---- | ---- | ---- |
| 55   | 246  | 424  | 148  | 65   | 79   | 24   | 30   |

|  |